# Jean-François Mamel
Jean-François Mamel dit Bernard de Melun, né le 22 juin 1750 à Nancy et mort le 6 juillet 1807 à Saint-Germain-en-Laye, est un maître écrivain français.

## Biographie
Son père est maître charpentier et bourgeois de Nancy (toutefois l'acte de mariage de ses parents n’est pas localisé à dans cette ville). Jean-François est probablement élevé à Nancy et y a pour maître d’écriture le calligraphe Saintomer l’aîné. Il fait partie de l’Institut des Frères des Écoles chrétiennes de cette ville, avant d’être repéré à Melun dans un établissement du même ordre sous le nom de « Frère Bernard ». On suppose qu’il y travaille comme maître d’écriture de 1778 à 1792, date de la suppression de cette institution. Il semble ensuite s’être établi à son compte, à Melun toujours, jusqu’en l’an IX au moins (1800-1801). Il signe Bernard.
Une des calligraphies contenues dans le premier volume cité ci-dessous apprend qu’il s’intitule Maître écrivain juré par tout le Royaume de France, expert aux Vérifications, et qu’il prenait des pensionnaires, tenant son académie de huit heures du matin jusqu’à onze et de deux heures jusqu’à cinq. Une autre s'intitule "Titre du livre d’écriture à l’usage du très cher Frère Eustase. Melun, 24 août 1786.
À la fin de sa vie, il jouit d'une pension de 399 l.t. 33 s. comme ex-Frère des Écoles chrétiennes.

## Œuvres

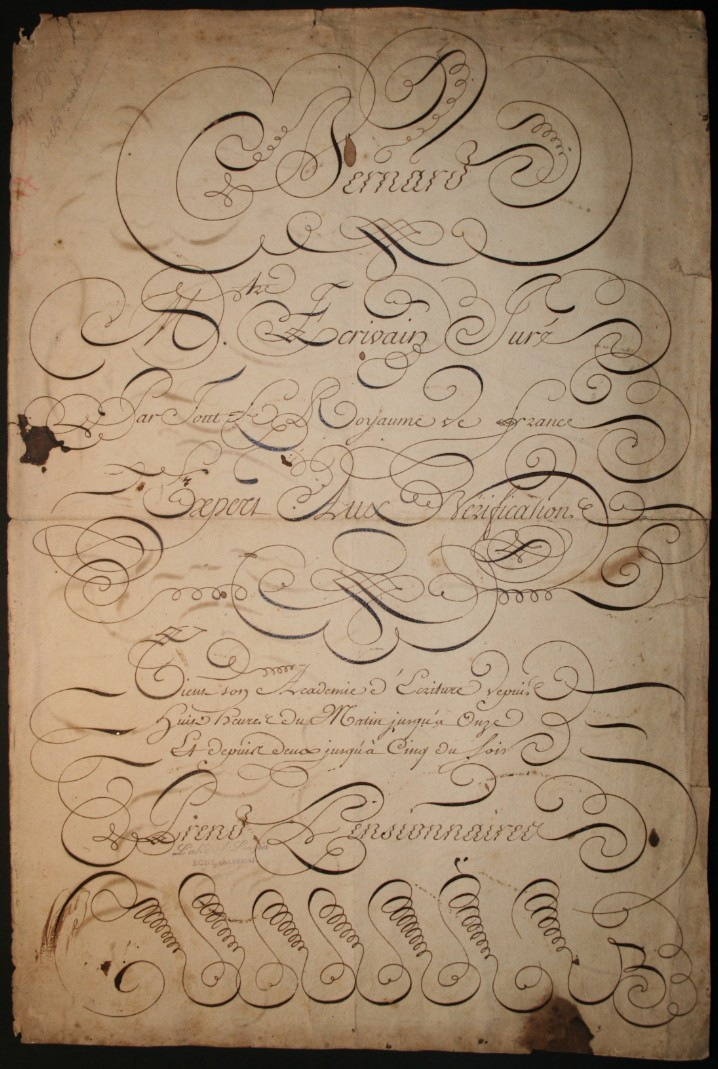
Exemple de Bernard de Melun, extrait d'un volume de la collection Taupier.

- Quatorze exemples dans le volume "Bernard de Melun - Simon Dessalle" provenant de la collection Taupier (actuellement dans le commerce). Détail du contenu donné par Advielle p. 18-19.
- Quatre modèles d’écriture conservés dans un recueil du Musée Carnavalet (coté 14799, F° M°).
- Quatre autres modèles d’écriture conservés dans un recueil du Musée Carnavalet (coté 11155, F° M°).